# واقع

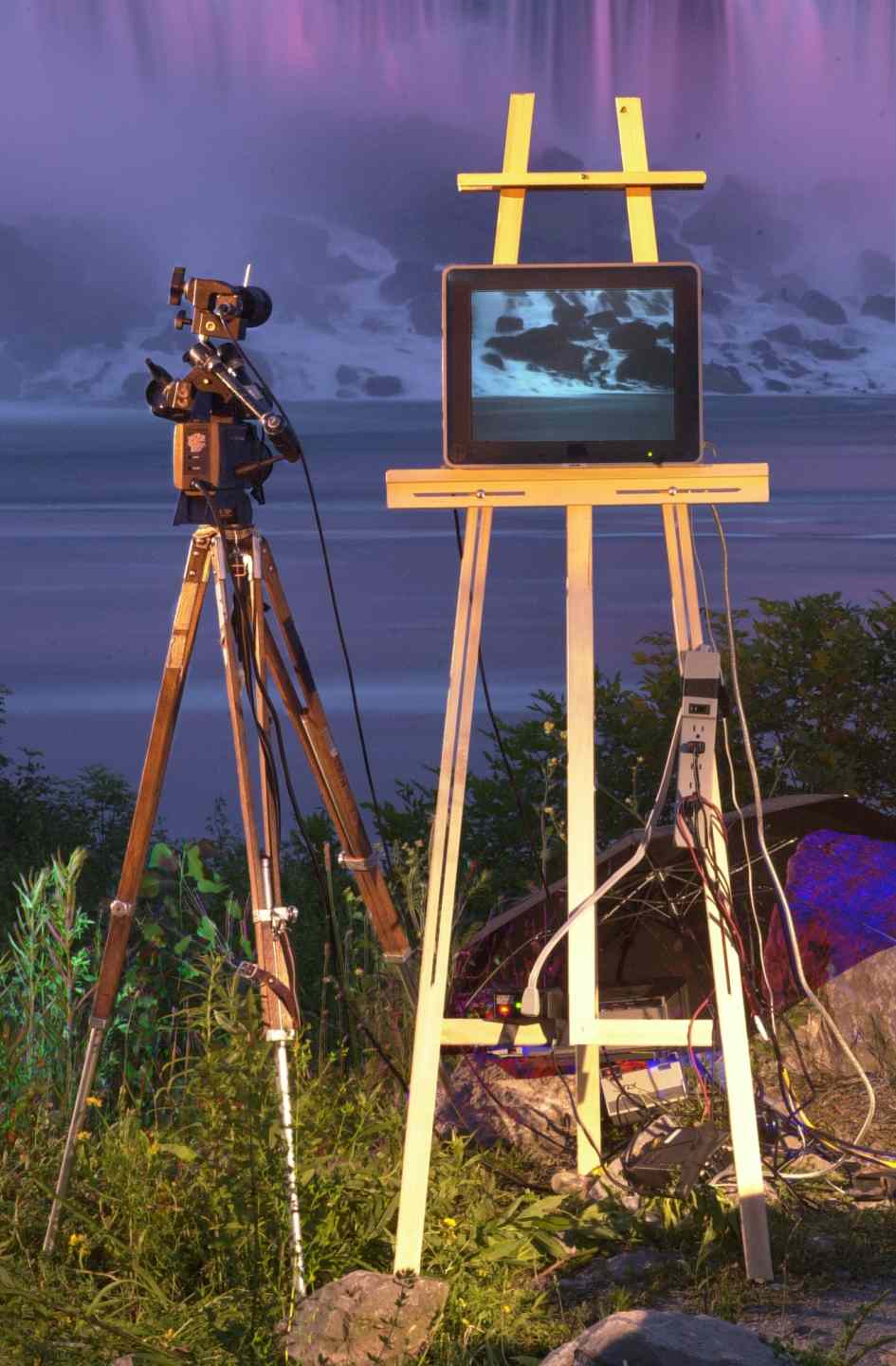

الواقع في الفلسفة تعني حالة الأشياء كما هي موجودة، وكما وجد حولنا، وما وجد فعلًا في مقابل الخيال والوهم
يقال الواقعي في نظام التمثلات على ما يكون راهناً أو معطى ويفيد الاشياء كما هي لا كما يمكنها ان تكون
ابستمولوجيا يفيد الواقعي معنى يتعلق بفكرة الشيء بوصفه غرضاً فكرياً فهو الراهن والمُعطى ويشمل مادة المعرفة كلها
ان ما يمثله المفهوم العلمي هو الواقع بوصفه يتضمن فكرة لا فقط راهنة ولكن أيضا لحالة لا راهنية لها تشارك مع ذلك في تصوير الواقع بحيث أن تصوراً علمياً لا يصور فقط ماهو كائن وانما يتخيل ما يمكن أن يكون.